# Quadro de medalhas de voleibol na Universíada de Verão de 1970

## Quadro de medalhas
| Ordem | País                | Medalha de ouro | Medalha de prata | Medalha de bronze |   |
| ----- | ------------------- | --------------- | ---------------- | ----------------- | - |
| 1     | URS União Soviética | 1               | 1                |                   | 2 |
| 2     | ITA Itália          | 1               |                  |                   | 1 |
| 2     | JPN Japão           |                 | 1                |                   | 1 |
| 4     | KOR Coreia do Sul   |                 |                  | 1                 | 1 |
| 4     | BUL Bulgária        |                 |                  | 1                 | 1 |